# کوشک (شبستر)
کوشک یکی از روستاهای استان آذربایجان شرقی است که در دهستان گونی مرکزی بخش مرکزی شهرستان شبستر واقع شده‌است.
روستای سرسبز و پر رونق  که بین شندآباد و کافی‌الملک واقع شده است ، این روستا دارای بالاترین درصد افراد با تحصیلات عالی  در میان روستاهای اطراف می باشد. اهالی این روستا اغلب در بخش کشاورزی و به ویژه باغداری فعالیت می کنند كه البته ميتوان اين روستا و روستاهاي اطراف آن را يكي از قطب هاي هلو در كشور عزيزمان دانست.  جمعیت این روستا در حال حاضر حدود نهصد نفر تخمین زده میشود که در فصل بهار و تابستان به صورت ییلآق نشین تا هزار نفر هم می رسد. 
ایستگاه قدیمی راه آهن این روستا با عمر بیش از نود سال از مکان های دیدنی و جالب برای عکاسی محسوب می شود. همچنین امامزاده حاج عرب در جنوب روستا محل جلب نذورات و مراجعه ساکنین و سایر اهالی منطقه می باشد كه البته بر اساس شواهد مقبره ايشان در اواسط سال 1399 هجري شمسي توسط افراد ناشناس كه به گفته ساكنين محلي در پي دفينه بودند دست به تخريب محل دفن ايشان زدند كه تا به حال به همان صورت رها شده و همچنين تاريخ واضحي از ايشان همچون نام كامل ،تاريخ تولد و تاريخ وفات و همچنين توضيحي از زندگي نامه ايشان اصلا در دست نيست كه سازمان ميراث فرهنگي در اين رابطه جهت تحقيقات و روشن نمودن موضوعات مربوطه به شدت ضعيف و تا حدودي اصلا در جهت شفاف سازي اقدامي ننموده.
از سنت های زیبا و خاص این روستا اهدای مجمعه (سینی) غذا و انواع خوراکی به خانه صاحب عزا در سه روز اول از دست دادن عزیزی از طرف همه اهالی می باشد.البته لازم بذکر است که این رسم در چهارشنبه اخر هر سال(چهارشنبه سوری) نیز توسط بزرگان خانواده برای اقوام نزدیکشان  انجام می‌شود.
اهالی روستا در روز های پایانی برای زنده نگه داشتن یاد متوفیان در مسجد جامع روستا جمع می شوند و در شب عید به آرامستان روستا که در خارج از این قرار دارد می روند و هر طایفه نذوراتی به همراه خود می آورند و در آنجا پخش میکنند.
عزاداری در ایام محرم در میدان اصلی روستا با حضور تمامی افراد روستا برگزار می شود و در دهه اول محرم اهالی نذورات خود را پخش میکنند.
معروفترین نذر در ایام محرم مرتبط با بانویی است که به همراه همسرش( در میدان روستا زندگی میکنند) ، ظهر عاشورا آش می پزند و تمامی اهالی و همچنین روستا های اطراف به منزل این بانو برای خوردن این نذری می روند.